# Тальвенден
Тальвенден (нім. Thalwenden) — громада в Німеччині, розташована в землі Тюрингія. Входить до складу району Айхсфельд. Складова частина об'єднання громад Удер.
Площа — 3,35 км2. Населення становить 342 ос. (станом на 31 грудня 2021).